# Торнтон (Уэст-Йоркшир)

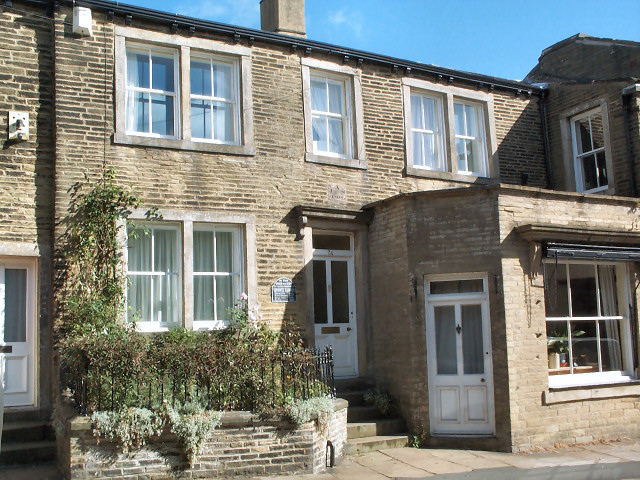
Дом, в Торнтоне, в котором родились сестры Бронте

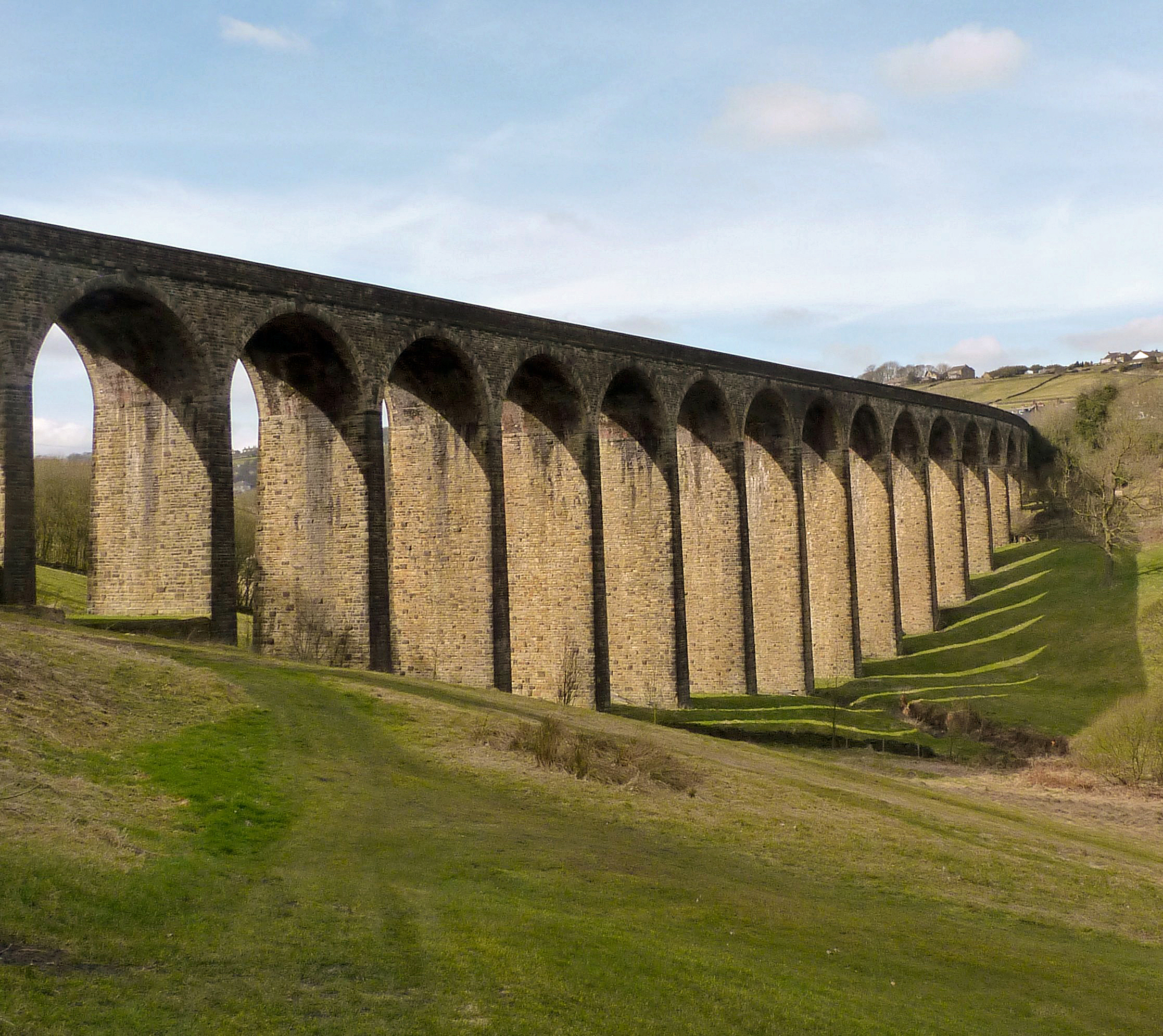
Эстакада в Торнтоне

То́рнтон (англ. Thornton) — деревня в Англии, Уэст-Йоркшир, место рождения знаменитых английских романисток XIX века — сестёр Бронте (Шарлотты, Эмили и Анны).
Торнтон представляет собой классическую йоркширскую деревню — с каменными домами и крышами. Его население составляет около 15 тысяч жителей. По окраине деревни выстроены более современные здания, которые всё же изолированы от города зелёными полями.
Первые упоминания о деревне относятся к XI веку, в связи с именем Вильгельма Завоевателя. Однако наиболее известные резиденты Торнтона — это литературная семья Бронте. Преподобный Патрик Бронте получил приход в деревне в 1815 году, и переехал сюда вместе с женой и двумя детьми. В доме № 74 по Маркет-стрит родились Шарлотта, Бренуэлл, Эмили и Энн. Позже семья переехала на постоянное место жительство в другую английскую деревню — Хоэрт.